# Galea reale

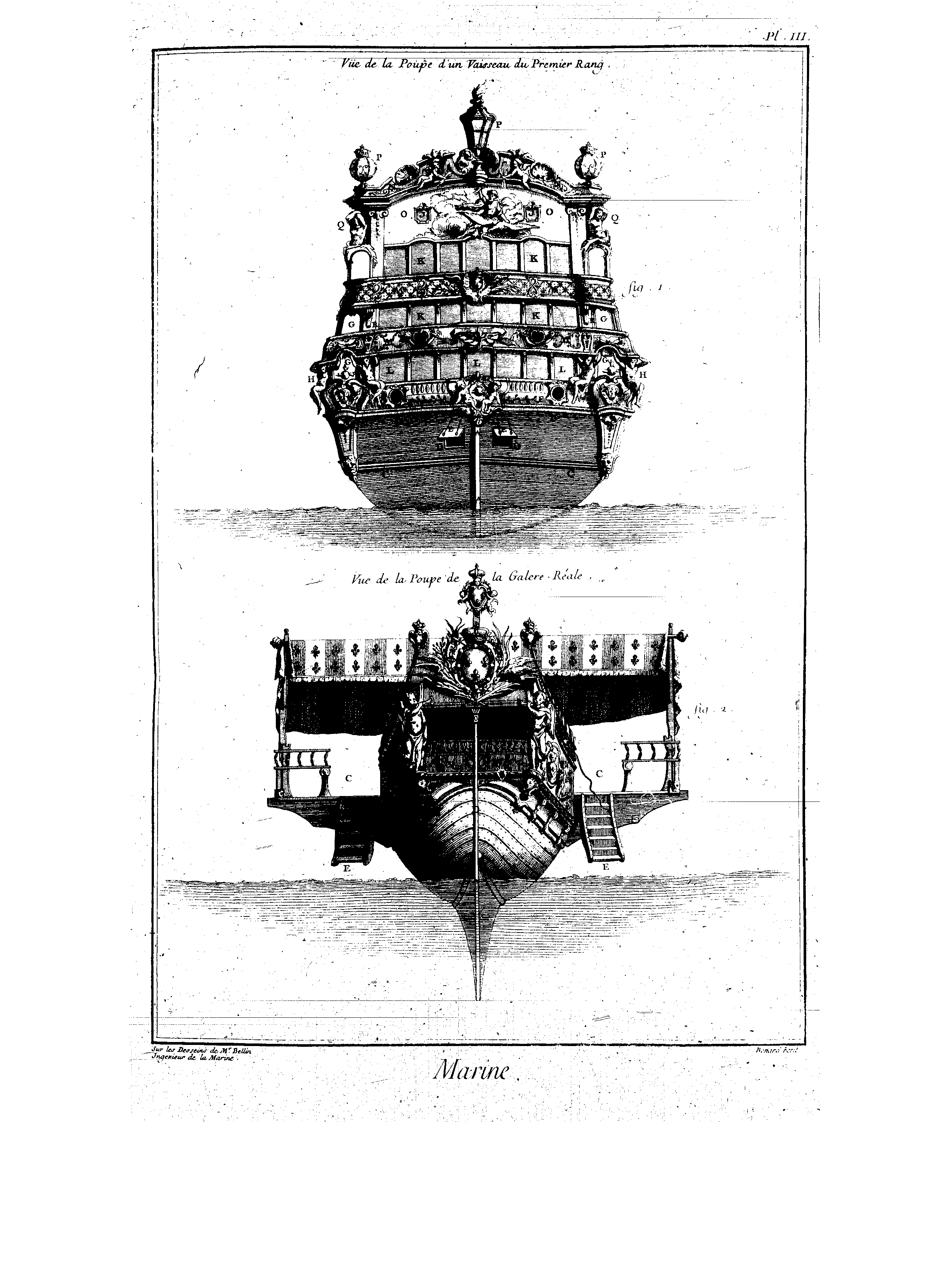
La Galea Reale di Francia (sotto) in una tavola dell'Encyclopédie

Il termine galea reale definiva, durante l'età moderna, l'ammiraglia delle galee di un regno indipendente. Esempi ne sono le "Reali" di Francia e di Spagna.
Si chiamava "Reale" anche l'ammiraglia della flotta pontificia in considerazione del fatto che gli altri sovrani cattolici riconoscessero al Papa diritto di precedenza su di loro. La Repubblica di Genova rivendicava, invece, il diritto di chiamare "Reale" la propria ammiraglia in quanto dalla Repubblica dipendeva il regno di Corsica. Tuttavia, le contestazioni sulle regole di saluto con le capitane di Toscana e di Malta impedirono per lungo tempo alla "Reale" genovese di prendere il mare.
Avevano il titolo e il trattamento di galea reale anche le ammiraglie dei regni sottoposti ad uno stato straniero. Così l'ammiraglia delle galee di Cipro e quella delle galee di Candia erano autorizzate a chiamarsi reali, in quanto questi territori avevano il titolo di regno, benché appartenessero alla Repubblica di Venezia.  Così anche le tre ammiraglie delle squadre di Napoli, Sicilia e Sardegna si chiamavano "capitana reale", benché questi territori appartenessero alla Corona di Spagna.